# Condate consocia
Condate consocia är en fjärilsart som beskrevs av Walker 1865. Condate consocia ingår i släktet Condate och familjen nattflyn. Inga underarter finns listade i Catalogue of Life.